# Mīrchānd
Mīrchānd (persisch ميرخواند, DMG Mīrḫwānd; * 1433; † nach 1495, möglicherweise 1498, in Balch, heute Afghanistan) war ein persischer Geschichtsschreiber und Sayyid. Weitere Namensformen sind u. a. Mirkhond, Mir Hwand (Mīrḫwānd), Muhammad Ibn Khavand Shah  und Muhammad Bin Khavendshah Bin Mahmud.
Mir Hwand machte sich berühmt durch das große, in phrasenreichem Stil abgefasste Geschichtswerk Raużat aṣ-ṣafāʾ („Lustgarten der Lauterkeit“), aus welchem Friedrich Wilken und andere mehrere Abschnitte herausgegeben haben, so die Geschichte der Samaniden (Göttingen 1808, von Charles Defrémery, Paris 1845), die Geschichte der Ghasnawiden (Berlin 1832), die Geschichte der Bujiden (Paris 1835), die Geschichte der Sassaniden  (französisch von Silvestre de Sacy, Paris 1793) sowie Die Geschichte der Seldschukken (persisch und deutsch von Johann August Vullers, Gießen 1838).
Mirchonds Enkel Chondemir (Khwandamir) (1475–1534), der noch zu Lebzeiten seines Großvaters (um 1495) aus dessen großem Werk einen Auszug Quintessenz der Nachrichten, machte, hat selbst ebenfalls eine Weltgeschichte veröffentlicht: Habîb-essijar (verfasst von 1521 an).